# Mlýnec (Postřekov)
Mlýnec (deutsch: Linz) ist ein Gemeindeteil von Postřekov im westböhmischen Okres Domažlice in Tschechien.

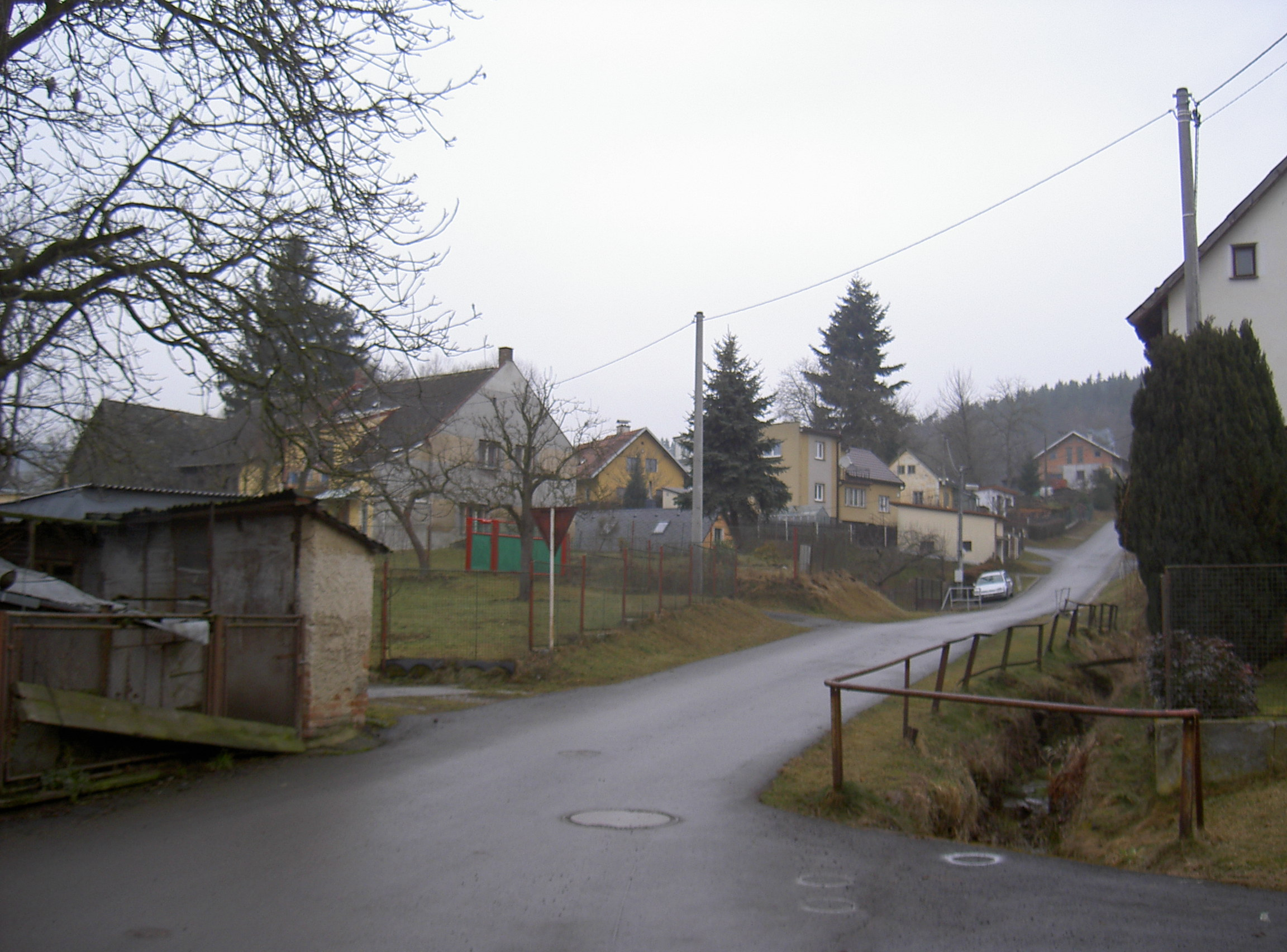
Mlýnec (deutsch: Linz) bei Postřekov

## Geografische Lage
Mlýnec liegt acht Kilometer südlich von Poběžovice und elf Kilometer östlich von Domažlice am Fuß des Oberpfälzer Waldes am Nordufer des Mlýnecký potok (deutsch: Linzer Bach), dessen Quellgebiet sich etwa drei Kilometer weiter nordostwärts an den Osthängen des Oberpfälzer Waldes bei Valtířov (deutsch: Waltersgrün) befindet, und der ungefähr drei Kilometer weiter westlich bei Pařezov (deutsch: Parisau) in den Černy potok (deutsch: Quelle bis Parisau: Chodenschlosser Bach, Parisau bis Mündung in die Radbuza: Schwarzbach) mündet.

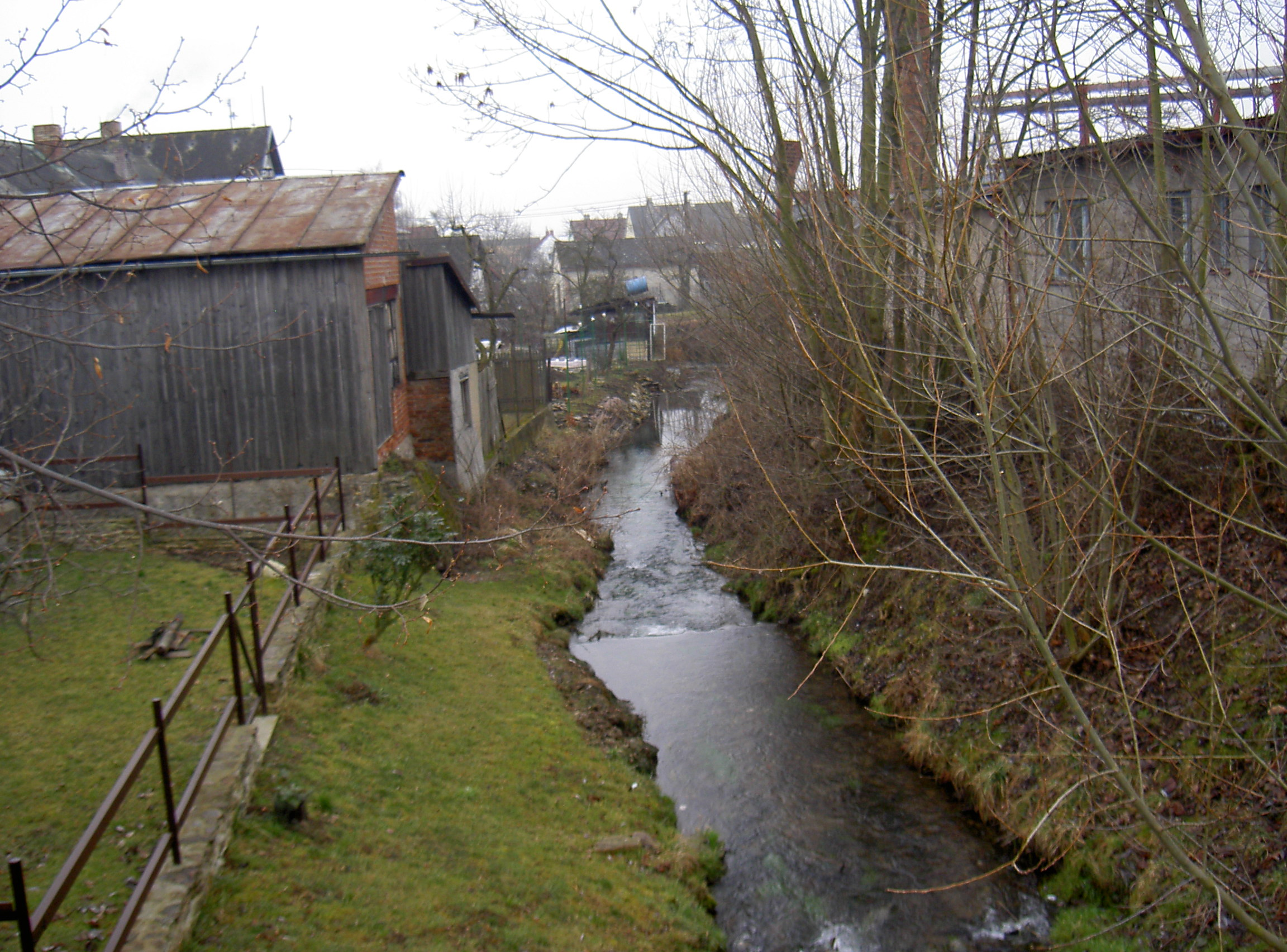
Mlýnecký potok (deutsch: Linzer Bach)

Der Mlýnecký potok trennt den Ortsteil Mlýnec auf seinem nördlichen Ufer vom Ortsteil Postřekov auf seinem südlichen Ufer und bildete bis 1946 die Grenze zwischen dem überwiegend von Deutschen bewohnten Gebiet auf seiner Nordseite und dem überwiegend von Tschechen bewohnten Gebiet auf seiner Südseite.
Bei Mlýnec kommt Serpentin vor begleitet von Strahlstein und Grünschiefer, durchsetzt von Asbestschnüren und Chromeisenkörnern.

## Geschichte
Über die Geschichte des Ortes gibt eine umfangreiche Ortschronik Auskunft.
Der Name Mlýnec bedeutet kleine Mühle. Die deutsche Bezeichnung Linz leitet sich lautmalerisch vom tschechischen Mlýnec ab, wobei zur Ausspracheerleichterung der erste Konsonant der Anlautverbindung ml abgestoßen wurde.
Der Linzer Bach ist nur 6 Kilometer lang und war trotzdem von neun oberschlächtigen Mühlen besetzt. Sogar der kleine Bach Strouschek, der bei Linz von Norden kommend in den Linzer Bach mündet, trieb eine Mühle an.
Linz wurde 1379 erstmals schriftlich erwähnt. 1421 verlieh Kaiser Sigismund den Ort dem Johann Guttenstein und dem Matthias Mohlitz.
1656 hatte Linz 19 Chalupner, 11 Gärtner, 62 Gespanne, 50 Kühe, 45 Stück Jungvieh, 71 Schafe und 104 Schweine.
1789 hatte es 33 Häuser und gehörte zum Kammeradministrationsgut Stockau, dabei zur Hälfte zur Herrschaft Ronsperg.
1839 gab es in Linz 39 Häuser und 261 Einwohner, ein Wirtshaus und eine Mühle. 16 Häuser davon gehörten zur Ronsperger Herrschaft. Linz war nach dem überwiegend tschechisch besiedelten Ort Klentsch eingepfarrt. 1913 gab es in Linz 44 Häuser, 280 Einwohner, 5 Mühlen, eine einklassige Schule mit 59 Kindern, eine Brettsäge, zwei Gasthäuser, einen Kaufladen, fünf Müller, einen Schmied, einen Schneider, einen Weber, einen Ziegler, eine Tabaktrafik.
Nach dem Münchner Abkommen wurde Klein Linz dem Deutschen Reich zugeschlagen und gehörte bis 1945 zum Landkreis Bischofteinitz.
Am 2. Mai 1945 kam es in Linz zu Ausschreitungen gegen die deutsche Bevölkerung. Fünf Bewohner wurden nach einer öffentlichen Folterung verhaftet, nach Taus gebracht und vermutlich Mitte Juni 1945 ermordet.
Mlýnec ist Teil des Katastralbezirkes Postřekov.